# Rasmus Olsen (atlet)
 Der er flere personer med dette navn, se Rasmus Olsen.
Rasmus Brangstrup Olsen (31. marts 1989 i København), en dansk atlet som er medlem af Sparta Atletik tidligere i Københavns IF og Hvidovre AM (-2005). Deltog i Ungdoms-OL 2005, Junior NM-2005 og 2006, Junior VM 2006 og JVM i Bydgoszcz, Polen 2008. Han er udtaget til EM i Barcelona 2010 på 4 x 400 meter.
Rasmus Olsen trænes af Michael Jørgensen

## Bedste resultat
- 400 meter: 47,85 Mannheim 21 juni 2008